# Права гражданина
Права гражданина — это принятые и находящиеся под защитой соответствующего государства права человека. Данное понятие тесно связано с понятием «гражданство», тогда как права человека не связаны с принадлежностью к какому-либо государству. Отмечается, что кру́гом гражданских прав в соответствующем государстве могут также пользоваться лица без гражданства и иностранцы (право на труд, право на образование и т. п.), но граждане имеют преимущественные права исключительного характера: право избирать и быть избранным, право занимать определённые государственные должности, право заниматься определёнными видами деятельности и т. п.).
Впервые определены и закреплены различия прав человека и прав гражданина в Декларации независимости 1776 года, Билле о правах (США) 1789 года и Декларации о правах человека и гражданина 1789 года (Франция).
Большей частью права гражданина охватывают область взаимодействия человека с государством, где статус гражданина устанавливается институтом гражданства соответствующего государства.
Права гражданина подразделяют на:
- политические: право на объединение, право на проведение собраний, митингов и демонстраций;
- социальные: право на государственную защиту материнства и детства, право на социальное обеспечение по возрасту, право на бесплатную охрану здоровья и медицинскую помощь;
- экономические: право частной собственности, право на свободное использование своих способностей и имущества для предпринимательской и иной не запрещенной законом деятельности, право на труд, право на индивидуальные и коллективные споры;
- национально-культурные и духовные: право на равенство независимо от расы, национальности, языка; право на доступ к культурным ценностям, право на свободу совести и свободу вероисповедания[1].